# Kapitał kulturowy
Kapitał kulturowy – pojęcie wprowadzone przez francuskich socjologów Pierre Bourdieu i Jean-Claude Passerona na określenie idei, wiedzy, umiejętności i przedmiotów o wartościach kulturowych, jakie ludzie nabywają, w czasie uczestnictwa w życiu społecznym. Wyraża się on w pierwszym rzędzie w językowych i kulturowych kompetencjach jednostki. Koncepcja była rozwijana później w szczególności przez Bourdieu w eseju Formy kapitału i książce Dystynkcja.
Według Bourdieu występuje w trzech podstawowych formach:
- ucieleśnionej (fr. incorporé) − jako długotrwałe dyspozycje ciała i umysłu, w tym w szczególności tzw. "dobre maniery", gust kulturowy, smak, znajomość form kultury wysokiej, konwencji kulturowych i towarzyskich.
- zinstytucjonalizowanej (fr. institutionalisé) − głównie w postaci sformalizowanego wykształcenia, w szczególności potwierdzonego przez dyplomy prestiżowych uczelni
- uprzedmiotowionej (fr. objectivé) − jako posiadane dobra kulturowe (malarstwo, książki, maszyny itp.).

Kapitał kulturowy może być konwertowany przede wszystkim na inne formy kapitału wyróżnione przez Bourdieu: kapitał społeczny, kapitał ekonomiczny i kapitał symboliczny. Najłatwiej wymianie podlega kapitał kulturowy w formie uprzedmiotowionej ponieważ wiąże się z pozyskiwaniem dóbr materialnych. Akumulacja zinstytucjonalizowanego kapitału kulturowego wymaga poważniejszych nakładów i długotrwałych zabiegów. Kapitał kulturowy w formie ucieleśnionej jest najbardziej stabilnym jego typem, a jego akumulacja przebiegać może nawet na przestrzeni wielu pokoleń. Najtrudniej więc go zdobyć, ale i odebranie go jest najtrudniejsze. Najważniejszym procesem wymiany kapitału kulturowego jest konwersja w kapitał symboliczny, gdyż to symbole są wykorzystywane do uprawomocnienia posiadania pozostałych kapitałów, czyli do stosowanie przemocy symbolicznej.
Jak wskazywał Bourdieu, kapitał kulturowy jest jedną z podstawowych, a często ukrytych barier na drodze awansu społecznego. Typową formą selekcji w oparciu o jego zasoby są różnego rodzaju egzaminy, w szczególności egzaminy wstępne do prestiżowych szkół wszelkich szczebli.
Koncepcja kapitału kulturowego nadal jest rozwijana przez badaczy. W ostatnich latach pojawiły się takie pojęcia bazujące na idei Bourdieu jak np. „kapitał subkulturowy”, „fanowski kapitał kulturowy” i „kapitał konsumencki”.
W Polsce badania nad kapitałem kulturowym prowadzili liczni socjologowie i kulturoznawcy, m.in. Tomasz Zarycki, Anna Matuchniak-Krasuska, Michał Cebula, Tomasz Warczok.